# Proterorhinus semipellucidus
Proterorhinus semipellucidus är en fiskart som först beskrevs av Kessler, 1877.  Proterorhinus semipellucidus ingår i släktet Proterorhinus och familjen smörbultsfiskar. Inga underarter finns listade i Catalogue of Life.